# Karl Kobald

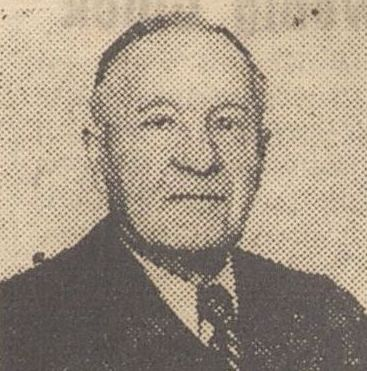
Karl Kobald, um 1946

Karl Kobald (* 28. August 1876 in Brünn; † 12. Oktober 1957 in Wien) war ein österreichischer Musikkritiker, -schriftsteller und Jurist.

## Leben
Kobalds Vater war Oberinspektor bei der k. k. Staatsbahn. Er selbst war von 1887 bis 1890 Hofsängerknabe in Wien, anschließend studierte er Jura, Kunst- und Musikwissenschaft in Wien und besuchte dort das Konservatorium, wo seine Lehrer unter anderem Anton Bruckner und Joseph Hellmesberger (junior) waren. 1901 schloss er das Jurastudium mit der Promotion ab. Von 1906 bis 1932 war Kobald Kunstreferent im Unterrichtsministerium. In seine Amtszeit fiel die Verstaatlichung des alten Wiener Konservatoriums, die Sanierung des Mozarteums, die Erhaltung der Hofkapelle und die Gründung der Wiener Konzerthausgesellschaft.
1911 heiratete Kobald Anni, geborene Schneeberger. 1927 wurde er zum Professor ernannt.
Nach dem Ersten Weltkrieg wirkte er im Jahr 1919 interimistisch als Präsident der Staatsakademie für Musik und darstellende Kunst. 1932 wurde er Professor an der Akademie und von 1933 bis 1938 erneut deren Präsident. Von 1933 bis 1937 veranstaltete er internationale Musikwettbewerbe an der Akademie. 1938 wurde er zwangspensioniert.
Nach dem Zweiten Weltkrieg wurde Kobald als Präsident der Hochschule wieder eingesetzt. 1946 trat er mit 70 Jahren in den Ruhestand.
Kobald verfasste zahlreiche musikgeschichtliche Werke, daneben aber auch eigene Romane und Lyrik.

## Ehrungen
- Großes Ehrenzeichen für Verdienste um die Republik Österreich 1934
- Große Ehrenmedaille der Stadt Wien 1951

## Schriften (Auswahl)
- (Red.): Kriegs-Almanach: 1914–1916, hrsg. vom Kriegs-Hilfsbüro des Kais. Königl. Ministeriums des Innern. Kriegshilfsbüro, Wien [1916].

- Künstlerfrühling: aus den Schriften eines Malers. Amalthea, Wien u. a. [1918].

- Alt-Wiener Musikstätten. Amalthea, Wien u. a. 1919 (Amalthea-Bücherei; 6).

- Schubert und Schwind: ein Wiener Biedermeierbuch. Amalthea, Wien u. a. 1921 (Amalthea-Bücherei; 19).

- Wiens theatralische Sendung. Amalthea, Wien u. a. 1922 (Theater und Kultur; 7).

- (Hrsg.): In Memoriam Anton Bruckner: Festschrift zum 100. Geburtstage A. Bruckners. Amalthea, Wien u. a. 1924.

- Schloss Schönbrunn. Amalthea, Wien u. a. 1924 (Amalthea-Bücherei; 41/42).

- Johann Strauß. Österreichischer Bundesverlag für Unterricht, Wissenschaft und Kunst 1925 (Deutsche Hausbücherei; 167).

- Beethoven: seine Beziehungen zu Wiens Kunst und Kultur, Gesellschaft und Landschaft. Amalthea, Wien u. a. 1927 (Amalthea-Bücherei; 49).

- Franz Schubert und seine Zeit. Amalthea, Wien u. a. 1928.

- Klassische Musikstätten. Amalthea, Wien u. a. 1929.

- Josef Haydn. Bild seines Lebens und seiner Zeit. Epstein, Wien 1932.

- Wo unsterbliche Musik entstand. Wolfrum, Wien 1950 (Wolfrumbücher; 20).